# Johann Wilhelm Buderus I

Johann Wilhelm Buderus I

Johann Wilhelm Buderus I (* 11. Januar 1690 in Nassau (Lahn); † 23. Juni 1753 in Friedrichshütte) war ein deutscher Unternehmer und Gründer der Firma Buderus AG.

## Wirken
Johann Wilhelm Buderus I trat 1717 in die Dienste von Johann Jakob Neuburger, der die Friedrichshütte des Grafen Friedrich-Ernst zu Solms-Laubach gepachtet hatte. Ihm wurde die technische und kaufmännische Werksleitung des Holzkohlehochofenwerkes in die Hände gelegt. Fast alle schriftlichen Verhandlungen mit der gräflichen Kammer wurden von Johann Wilhelm Buderus I aufgesetzt und als bevollmächtigter Vertreter von ihm unterzeichnet. Er prägte die Vorgeschichte und gründete die Buderus AG.

## Vorfahren
- Großeltern waren Andreas und Euphrosyna Buder aus Soldin in der Neumark.
- Vater war David Buder (* 3. Februar 1632) aus Soldin, Schullehrer, Kaplan und späteren Pfarrer in Dornholzhausen bei Nassau a. d. Lahn
- Mutter war Anna Christina (geb. Knodt) aus Scheuern bei Nassau a. d. Lahn.

Sein Vater David Buder hat seinen Nachnamen dem Gelehrtenstande in der damaligen Zeit entsprechend latinisiert und schrieb sich ab dem 25. Mai 1659 Buderus.

## Geschwister
- Johann Jacob Buderus (* 23. April 1693; † 28. April 1693),
- Anna Elisabeth Buderus (* 27. Dezember 1694; † 27. Dezember 1694),
- Ludwig-Heinrich Buderus (* 5. Dezember 1697),
- Johann Philipp Buderus (* 1700 in Nassau; † 7. Dezember 1730 in Berstadt), Hüttenschreiber von Johann Wilhelm Buderus I,
- Johann Peter Buderus (* 2. Januar 1701) und
- Anna Philippina Christina Buderus (* 2. Januar 1705).

## Ehen
In erster Ehe war Johann Wilhelm Buderus I seit dem 5. Februar 1722 mit Anna Catharina Thönges (1700–1730) aus Büdingen verheiratet. Sie war Tochter eines Schöffen und starb bei der Geburt des fünften Kindes.
Nach ihrem Ableben heiratete er am 11. Oktober 1731 mit Elisabetha Magdalena Nies (1707–1788) aus Wallau bei Wiesbaden eine Tochter des Wallauer Pfarrers Martin Wilhelm Nies. In der Folgezeit war Buderus Pächter der Hütte und wurde „Hofgräflicher und Herrschaftlicher Hüttenadmodiator“ betitelt.

## Nachkommen
Aus der ersten Ehe gingen hervor:
- Anna Catharina Elisabeth (* 31. Dezember 1722 in Friedrichshütte; † 13. April 1723 in Friedrichshütte),
- Eleonore Henriette Müller (* 6. April 1724 in Friedrichshütte; † 27. April 1747 in Trais-Horloff),
- Wilhelmine Elisabeth Kornmesser (* 18. Mai 1726 in Friedrichshütte; † vor 1756 in Berstadt),
- Georg Christoph Buderus (* 1. Februar 1728 in Friedrichshütte) und
- Juliana Margaretha Orth (* 14. September 1730 in Friedrichshütte; † 30. Januar 1753 in Friedrichshütte).

Aus der zweiten Ehe gingen hervor:
- Friedrich Christian Buderus (* 15. Juli 1732 in Friedrichshütte; † 26. September 1732 in Friedrichshütte),
- Johannetta Friederike Dorothea Schneider (* 14. April 1734 in Friedrichshütte; † 7. November 1784 in Friedrichshütte),
- Johann Christian Eberhard Buderus (* 21. Februar 1736 in Friedrichshütte; † 4. Dezember 1799 in Groß-Seelheim),
- Magdalena Rosina Henriette Prescher (* 27. Mai 1738 in Friedrichshütte),
- Johann Wilhelm Buderus II (* 20. April 1740 in Friedrichshütte; † 1. Mai 1806 in Friedrichshütte),
- Sophia Luise Philippina Scheuermann (* 12. September 1743 in Friedrichshütte; † 15. November 1763 in Friedrichshütte) und
- Friederika Elisabeth Heußer (* 15. Mai 1748 in Friedrichshütte; † 29. Juni 1775 in Friedrichshütte).